# وناریا رئاله
وناریا رئاله (به ایتالیایی: Venaria Reale) یک کومونه در ایتالیا است که در استان تورین واقع شده‌است.

## خصوصیات
وناریا رئاله ۲۰٫۳ کیلومترمربع مساحت و ۳۴٬۸۳۸ نفر جمعیت دارد و ۲۶۲ متر بالاتر از سطح دریا واقع شده‌است.

## خواهرخوانده
شهر براشوف خواهرخواندهٔ وناریا رئاله هست.